# 독일령 서아프리카
독일령 서아프리카(독일어: Deutsch-Westafrika)는 1884년부터 1919년까지 존속하였던 서아프리카에 위치한 독일 제국의 식민지를 일컫는 말이다. 독일령 서아프리카라는 용어는 보통 독일령 카메룬과 독일령 토고를 묶어서 지칭할 때 사용되었으며, 독일의 실제 행정 구역 단위는 아니었다. 하지만, 무역 종사자들과 전문적으로 이 지역을 지칭할 때 가끔씩 사용되었다.

## 1884년 이전의 서아프리카 지역에 대한 독일의 관심

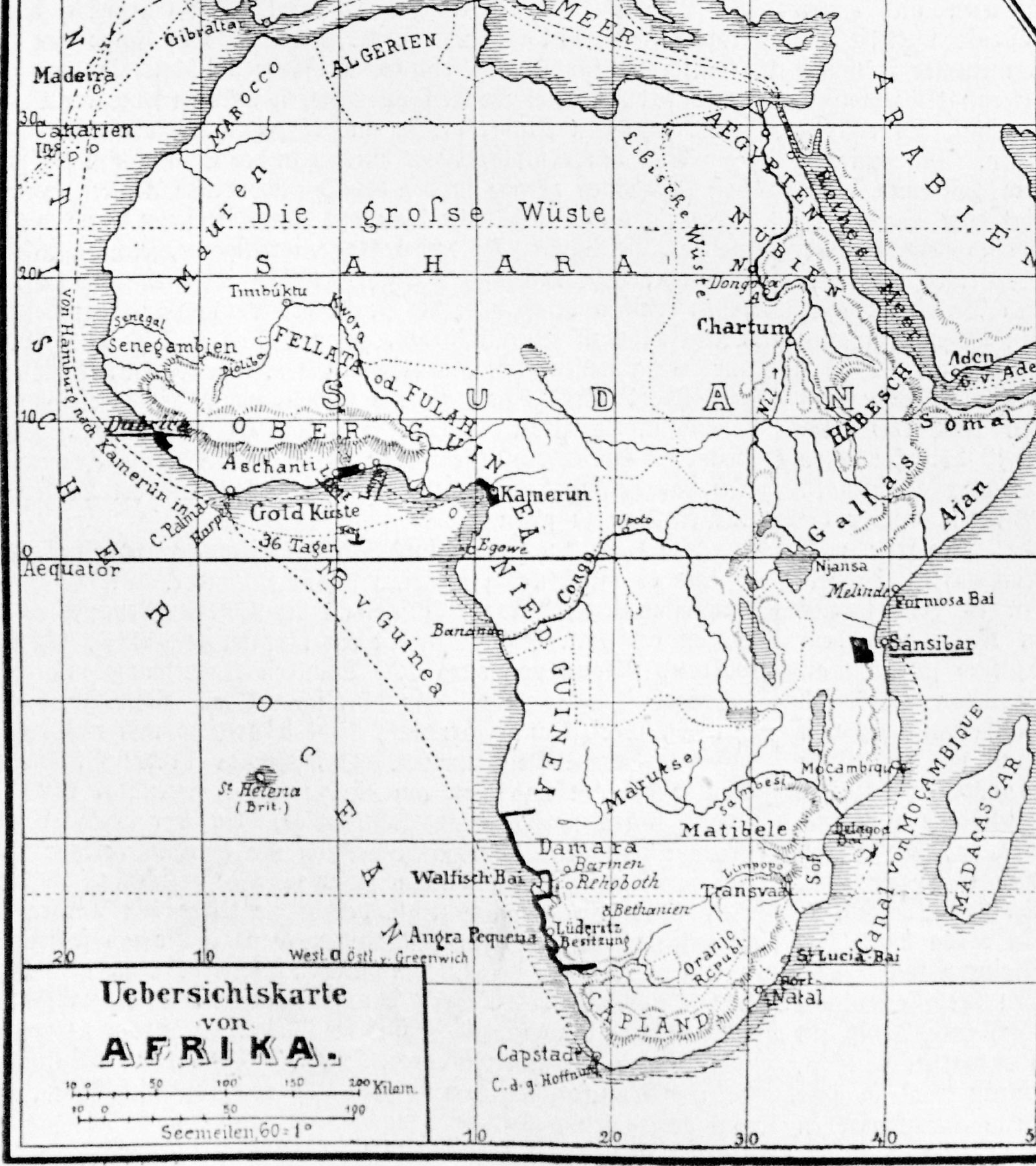
서아프리카에 대한 독일의 관심을 보여주는 1885년 지도 (카피타이와 코바가 '두브리카'로 표현되어 있다.)

독일의 서아프리카에 대한 관심은 17세기에서 18세기, 쿠를란트-젬갈렌 공국과 브란덴부르크-프로이센이 아프리카에 요새를 짓고, 항구를 만들어 교역을 시작하였을 때부터 드러났다. 1720년 이후 19세기까지 서아프리카에서의 독일인의 활동은 거의 찾아 볼 수 없었다. 하지만 19세기 중반, C. 보어만, 얀첸 & 토르멜렌 (Jantzen & Thormählen), 뵐버 & 브롬 (Wölber & Brohm)과 GL 가이저 (GL Gaiser)와 같은 독일의 무역 회사가 서아프리카 해안에서의 활동을 재개하였다. 또한, 북독일 선교사회와 같은 독일의 장로교 선교사들도 서아프리카에서의 활동을 시작하였다.
1880년대까지 독일의 서아프리카에 대한 활동이 활발하였던 곳은 다음과 같다.
- 프리드리히 콜린이 관리하고 운영하였던 기니의 카피타이와 코바 무역소
- 토고의 1857년부터 운영이 시작된 바구이다와 아네호 무역소
- 빔비아, 말림바, 크리비를 포함하는 카메룬의 일부 해안가 마을 지역

1882년에 있었던 영국-프랑스 협의는 함부르크의 상인들의 이익에 위협을 주었고, 함부르크 상인들은 독일 제국 정부에 자신들을 보호하는 조치를 내려 달라고 요청하게 된다. 또한, 동시기에 서아프리카에 있었던 독일인들의 이익 집단은 정부와 해군의 도움이 필요하였고, 제국주의에 대한 사회적인 큰 관심이 일어나기 시작하였다. 그러던 중, 1882년 12월 6일 프랑크푸르트암마인에서 독일식민회사가 설립된다. 이 회사의 초대 이사는 호헨로헤-랑겐부르크의 공자 헤르만이 맡았고, 15,000명의 회원을 보유한 회사가 되었다.

## 서아프리카 지역에 대한 제국 판무관

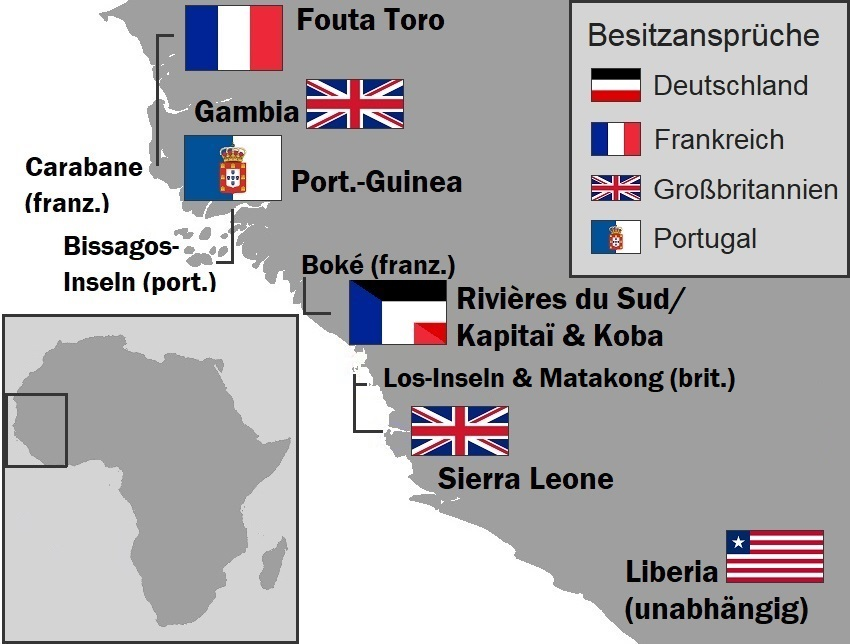
1885년 당시의 유럽 국가들이 주장하던 영토

독일 제국의 수상이었던 오토 폰 비스마르크는 뤼베크, 함부르크, 브레멘의 의원들한테서 향후 독일의 서아프리카 지역에 대한 개입에 대한 입장을 표명할 것을 요구받았다. 또한, 보어만은 1883년 수상에게 독일-서아프리카 무역 식민지 설립을 위한 계획을 제출하였다. 이 계획에 대해 비스마르크는 의문을 가져 일단 유보하였다. 하지만 1883년 12월, 독일 제국 정부는 독일 무역인들을 보호한다는 명목 하에 토착 지배자들과의 협상을 맺어 서아프리카 지역을 보호령으로 만드는 절차에 착수하기 위해 제국 판무관을 보내기에 이른다.
1884년 5월, 비스마르크는 구스타프 나흐티갈 (Gustav Nachtigal)을 제국 판무관으로 파견하기로 결정한다. 나흐티갈의 임무는 대륙의 서안을 따라가면서 독일이 주장하는 영토를 탐사하고, 새로 설립할 수 있는 지역을 찾는 것이었다. 비스마르크의 계획은 나흐티갈로 하여금 조약을 맺어 서아프리카의 이미 존재하는 독일의 식민지를 넘어 더 많은 지역을 상업적 회사를 통하여 간접적으로 통치하게끔 하는 것이었다.
1884년 6월, 나흐티갈은 상가레야 해변과 로스 제도에 도착한다. 그는 조약을 맺기 위해 해안가로 부하들을 보내 카파타이와 코바의 족장들을 찾았다. 하지만, 벌써 족장들은 프랑스와 조약을 맺은 상태였고, 더이상의 조약을 맺기를 원치 않았다. 나흐티갈은 그리하여 베냉만으로 향하게 되었다.
1884년 6월 5일, 나흐티갈은 토고빌의 족장인 음라파 3세와 조약을 맺어 토고 해안을 넘어 독일의 보호령을 설립하기로 합의하였다. 이것이 독일령 토고의 시초가 된다. 1884년 7월 14일, 나흐티갈은 두알라에 독일 제국의 깃발을 꽂고 이 지역을 독일의 보호하에 둔다고 합의하였다. 이것이 독일령 카메룬의 시초가 된다. 그는 가봉, 앙골라, 독일령 남서아프리카로 항해하기 전, 우선 이 지역을 둘러보며 항구를 시찰하였다. 그는 1884년 12월에 카메룬에 도착하였고, 1885년 1월에는 니제르 삼각주에 도달하였다. 1885년 1월 29일, 나흐티갈은 조약을 맺어 마힌란트를 독일의 보호하에 두는 데 협의한다. 이 조약을 맺은 후, 나흐티갈은 독일로 돌아오는 길에 말라리아에 걸려 1885년 4월 기니만에서 죽게 된다.

## 서아프리카 함대

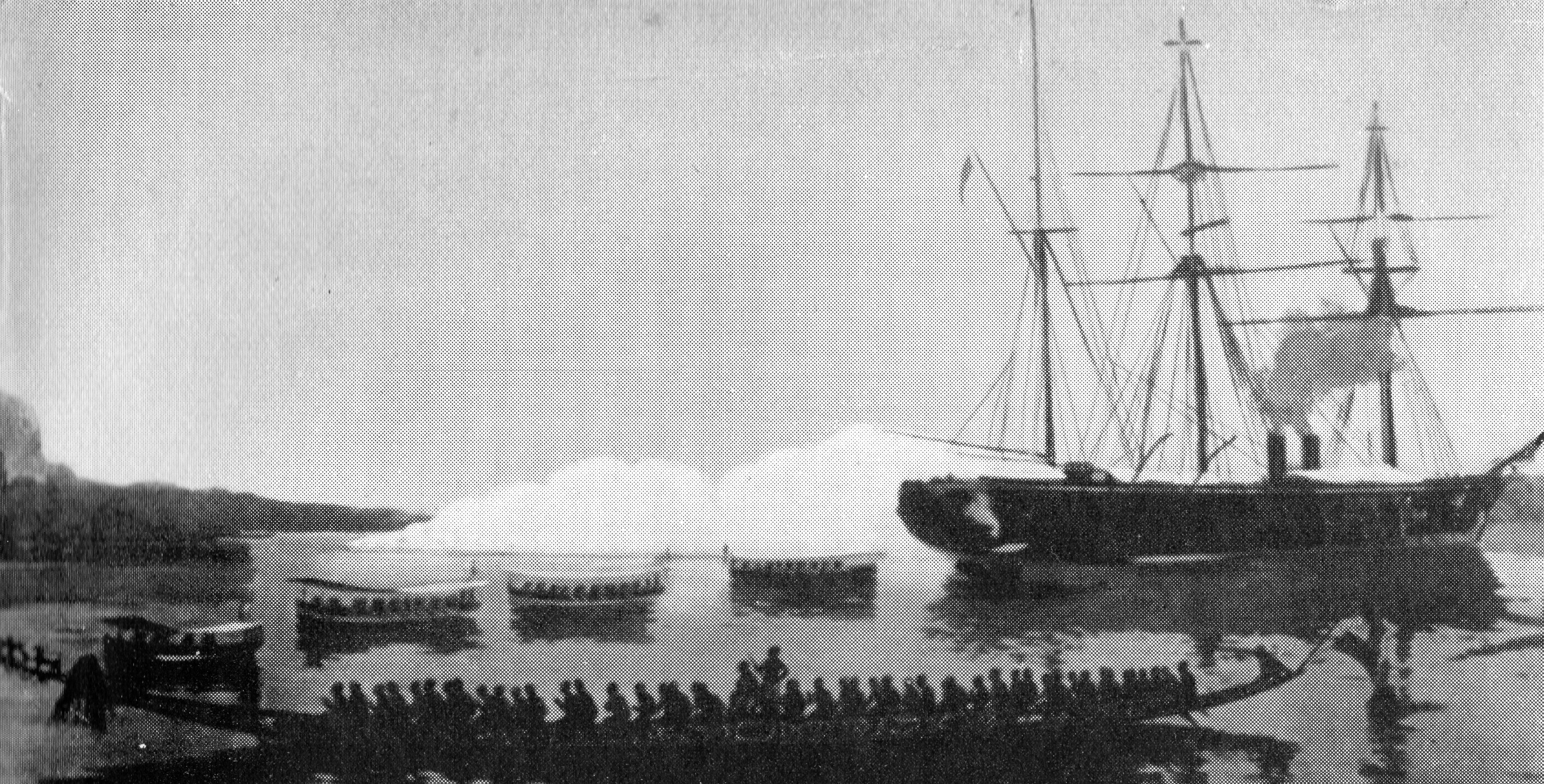
1884년 12월 21일, SMS 올가의 군인들이 히코리타운(두알라)에 폭격을 하기 위해 상륙하는 모습

나흐티갈이 서아프리카에서의 독일의 권리를 확립하는 임무를 완수한 후, 독일 정부는 독일의 권리와 지배를 강화하기 위한 해군의 도움이 필요하다고 판단한다. 1885년 9월 30일, 빌헬름 1세는 에두아르트 폰 크노르 제독을 필두로 하는 서아프리카 함대를 창설하게 된다. 이 함대는 코르벳인 기함 SMS 비스마르크, SMS 그나이제나우, SMS 아리아드네, SMS 올가와 부속선인 증기선 아들러로 구성되어 있었다. 함대는 10월 30일에 서아프리카로 떠났다. 카보베르데 제도에 다다른 이들은, 함대를 둘로 나누어 SMS 아리아드네는 라이베리아부터 기니만까지 관할하도록 하고, SMS 그나이제나우는 동아프리카를 관할하기로 한다. 12월 18일, SMS 비스마르크와 SMS 올가는 카메룬강에 이르게 된다.

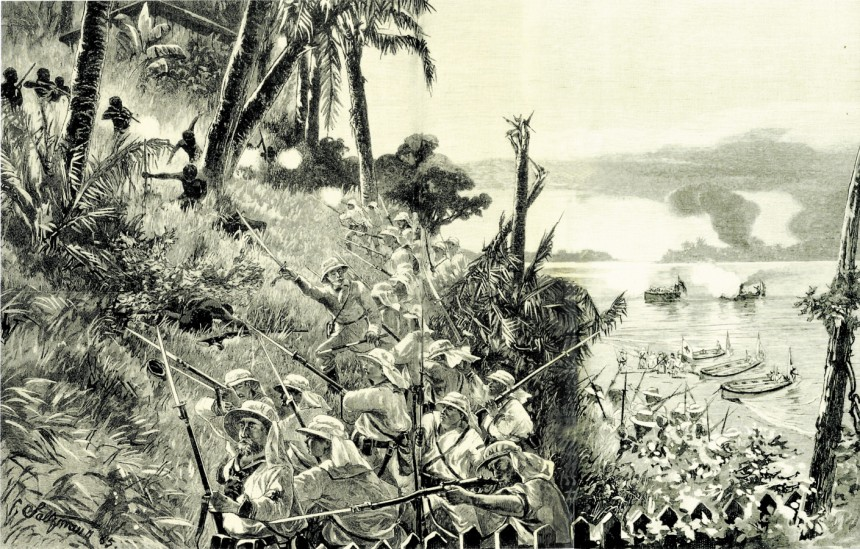
1884년, SMS 올가의 군인들이 벨타운으로 진격하는 모습 (1885년, 칼 잘츠만의 묘사)

함대가 카메룬강에 도착한 직후, 나히티갈과 협약을 맺었던 족장 망가 은둠베 벨은 독일 국기를 불태워 없애는 행동을 보인다. 크노르 제독은 그것을 본 즉시 반란군을 진압하고 마을을 불태워 족장을 잡아오기 위한 상륙군을 보내라는 명령을 하달한다. 증기선인 판과 두알라가 307명의 군사들을 히코리타운에 상륙시키기 위해 12월 20일 사용되었다. 상륙군은 다른 둑에 있는 반란군이 얀첸 & 토르멜렌의 공장을 공격하여 공장의 관리인들을 끌어내서 포로로 삼고 있다는 이야기를 듣는다. 그 즉시 그들은 요스타운으로 가서 관리인들을 구하려 하였고 마을을 쑥대밭으로 만들어 놓았다. 다음날 SMS 올가는 강을 거슬러 올라가 마을에 불을 지르고 폭격하였다. 제독이 타고 있던 SMS 올가는 반독일 봉기가 발생한 근거지까지 다다르게 된다. 1885년 1월, 봉기는 진압되었고, 그해 3월 공장 관리인을 살해한 자들은 처형되었다.
1885년 3월 23일, 포함인 SMS 하비흐트가 카메룬 강에서의 기지의 역할을 하여서 SMS 올가와 아들러가 독일로 돌아올 수 있었다. 반면, SMS 비스마르크는 해안을 따라 순항하며 여러 곳에 독일 제국의 국기를 꽂았다. 1885년 7월 7일 카메룬에 첫 제국 판무관인 율리우스 폰 소덴이 도착한 후, 비스마르크 함은 서아프리카 기지에서 이미 기함 시클롭이 활동하고 있었기 때문에, 동아프리카 지역으로 출항할 것을 명령받았다. 독일의 보호령 하에서 발생하였던 반목과 불화가 평화 조약으로 잠잠해지자, 서아프리카 함대는 1885년 7월 해산되었다.
하지만, 1885년 9월에 칼 파셴 제독이 동아프리카에 있었던 전임 제독인 크노르 하에 있었던 SMS 슈토슈, SMS 프린츠 아달베르트, SMS 그나이세나우로 함대를 재구성하였고, 그에 따라 이 함정들은 서아프리카로 다시 돌아왔다. 이 사건에서, 독일의 소형 포함에 대한 다수의 수요는 케이프타운에 도달하면서 SMS 그나이세나우가 다시 동아프리카로 가게 되는 계기가 되었고, 오직 SMS 프린츠 아달베르트와 SMS 슈코슈 만이 독일로 돌아가기 전에 서아프리카에서 활동 할 수 있었다. 그 결과로 서아프리카 함대는 1885년 12월에 결국 해체되었다. 이후 독일 제국 해군은 서아프리카 해안을 활동 범위로 삼는 서아프리카 기지를 창설하였다. 새로운 독일 식민지의 항구에 군함이 배치되었다.

## 베를린 회담과 영토 조정

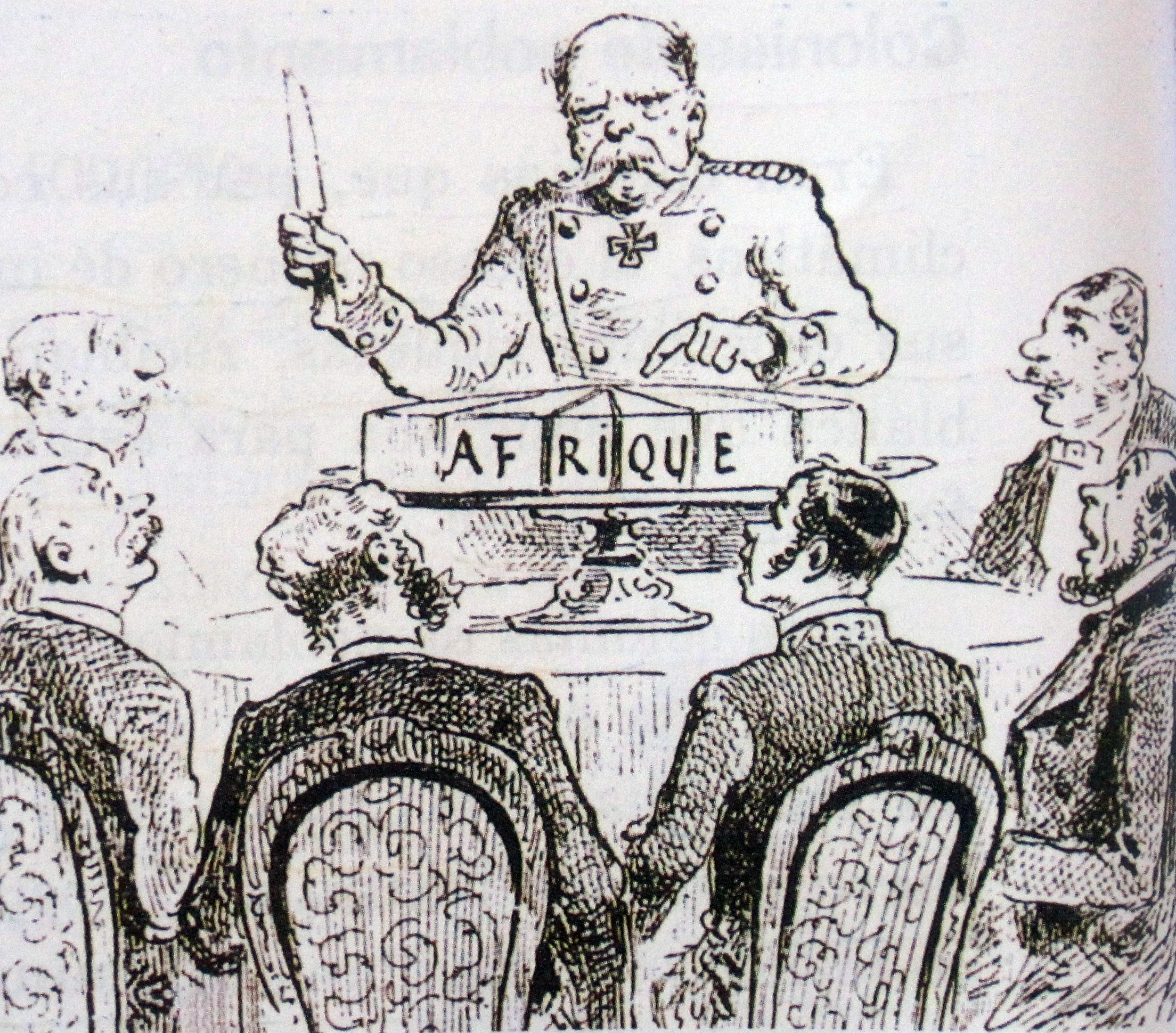
1885년 베를린 회담에 대한 만평

나흐티갈의 서아프리카 지역에 대한 탐사로 영유권 주장을 펴고, 서아프리카 함대를 파견해 해군력으로 영유권을 확립하던 독일은 이 지역의 지배에 대한 국제적인 인정을 받을 필요가 있었다. 비스마르크는 식민지의 획득이 많은 대가를 치러야 하고, 어떠한 경제적 이득이나 군사적 이득이 없음에도 불구하고 이것을 통하여 다른 국가와의 협상에서 이득을 취할 수 있다고 생각하였다. 그의 외교 정책의 목표는 대영 제국이 쌓아올린 광범위한 '비공식제국'을 견제할 국제적인 협약을 확보하는 것이었다. 그 후 그는 프랑스의 도움으로, 베를린 회담를 개최하여 독일의 아프리카 식민지에 대한 국제적인 인정을 받고, 또한 모든 열강들이 향후 대륙에 영유권을 주장할 때 따라야 하는 규칙을 만들기로 결정하였다.
베를린 회담 (서아프리카 회담)은 1884년 11월, 베를린에서 개회되어 1885년 2월에 폐회되었다. 회의에서 언급된 영토는 콩고 분지뿐이었고, 토고나 카메룬 같은 독일이 차지하고 있었던 지역에 대해서는 별다른 언급이 없었다. 그럼에도 불구하고, 회담에서 서아프리카 지역의 각국의 영토 요구를 어떻게 받아들일 지에 대해 나흐티갈이 따랐던 방식과 똑같이 탐사를 해야 하는 원칙이 획립되었다. 다른 국가들의 수많은 영유권 주장과 더불어, 독일령 서이프리카는 회의에서 효과적으로 인식되었다. 본 회의의 기간 동안, 중복되는 영유권 주장을 정리하고 국경을 정하는 동안 발생할 수 있는 충돌을 피하기 위한 논의가 추진되었다. 베를린 회의가 끝난 지 두 달 만에 1885년 4월 22일, 독일은 영국과 카메룬산 일대를 국경으로 하는 조약을 체결했다. 이듬해인 1886년 5월 6일, 대영 제국과의 또 다른 조약으로 독일령 카메룬의 국경을 동쪽으로 확장했다. 1885년 12월 24일, 프랑스와의 협정에서는 캄포 강을 독일령 카메룬의 남쪽 경계로 정했다.
이러한 조약들로 국경이 더 넓어짐에 따라, 독일 제국은 독일령 토고 (토골란트)와 독일령 카메룬에서의 입지를 더욱 더 확고하게 하기 위해서 다른 지역의 영유권 주장을 포기하기로 결정한다. 그에 따라 1885년 10월 24일, 마힌란트는 독일의 영토 보장의 대가로 대영 제국의 보호령이 되었다. 또한, 1885년 12월 24일, 카피타이와 코바는 프랑스의 독일령 토고 (토골란트)의 영유권 인정을 대가로 프랑스에 할양되었다.
1884년, 에두아르트 슐체가 이끄는 탐사대가 콩고의 노끼(Nokki) 근처에 독일의 식민지를 설립하려고 하였으나, 정부의 어떠한 공식적인 도움도 받지 못하였다. 국제 아프리카 연맹은 독일의 영유권 주장에 대해 알고 있었고, 국경은 정해지지 않았다. 하지만, 베를린 회의에서 비스마르크는 노끼(Nokki)에서의 독일의 권리를 포르투갈로 이양하는 데 합의하였다.

## 나이저강을 향한 경주
베를린 회담에서 콩고에서의 영유권 분쟁이 주로 다뤄졌던 한편, 내륙으로 향할 수 있는 핵심적인 강이었던 나이저강에 대한 독일 제국, 프랑스와 영국의 경쟁도 존재하였다. 고틀리트 레온하르트 가이저의 마힌란트 탐험이 실패로 돌아갔으나, 독일의 무역상들은 나이저강 상류에서의 면세권을 갈구하였다. 1885년과 1886년, 파울 스타우딩어의 베누에에 대한 탐험은 소코토 칼리파국과 관두 에미르국과의 관계를 형성하기 위한 목적을 가졌으나, 그것이 점령이나 보호국화로 이어지지는 않았다. 마찬가지로, 기니에서 나이저강의 상류에 도달하려는 프리드리히 콜린의 시도는 독일이 카피타이와 코바를 프랑스에 양도하는 것에 동의한 후 수포로 돌아갔다.
1894년과 1895년에 한스 그루너가 이끄는 토고 위원회가 자금을 지원하여 나이저강 중류 지역에서 독일을 위한 영토를 획득하려고 시도했다. 한스 그루너의 동료인 에른스트 폰 카납-케른하임은 나이저강을 탐험하였고 관두와 구르마의 추장들과 보호 조약을 맺는데 성공하였다. 그러나 프랑스와 영국 대표들은 같은 추장들과 비슷한 협정을 체결했기 때문에 독일에게는 아무런 가치가 없었다. 에리히 클링, 가스통 티에리, 루트비히 볼프, 줄리어스 폰 제크 아우프 노이호펜의 에 대한 다른 독일인들의 시도는 비슷하게 실패했다. 결국 독일은 나이저강 유역에서의 노력으로 얻을 수 있었던 것은 1897년 국경이 합의될 때의 토골란드와 프랑스령 서아프리카 간의 우호적인 국경 조정 뿐이었다.

## 서아프리카 신디케이트
1884년 10월, 비스마르크의 지원으로 서아프리카에 대한 신디케이트가 수립되었다. 이는 서아프리카 식민지들의 내부적인 행정을 넘겨받기 위한 조직이었다. 그러나, 관련된 식민회사들은 서아프리카 신디케이트로 그들의 권리를 양도하는 것을 거부하였고 대신 독일 행정부의 직접적인 관리를 요구하였다. 이로써 비스마르크의 생각이었던 독일령 서아프리카의 독일의 "보호령"에 대한 간접적인 지배는 수포로 돌아갔다. 결국 1886년, 신디케이트는 해체되었다.

## 영토
1884년부터 1919년까지 독일령 서아프리카 지역의 영토는 다음과 같다. (단, 독일령 남서아프리카는 빠져있다.)
| 영토 이름                     | 기간      | 추정 면적                     | 추정 인구 | 현재 국가                                 |
| ----------------------------- | --------- | ----------------------------- | --------- | ----------------------------------------- |
| 알트카메룬 (북동부 지역 제외) | 1884-1919 | 488,000 km2                   | 2,588,000 | 카메룬 나이지리아                         |
| 암바스베이/빅토리아           | 1887-1919 | ?                             | 12,000    | 카메룬                                    |
| 엔텐슈나벨                    | 1894-1911 | 12,000 km2                    | ?         | 카메룬 차드                               |
| 카피타이와 코바               | 1884-1885 | 2,310 km2                     | 35,000    | 기니                                      |
| 마힌란트                      | 1885      | ?                             | 10,000    | 나이지리아                                |
| 노이카메룬 (독일령 콩고)      | 1911-1919 | 295,000 km2                   | 2,000,000 | 가봉 콩고 공화국 차드 중앙아프리카 공화국 |
| 살라가 지역                   | 1899-1919 | ?                             | ?         | 가나                                      |
| 토고                          | 1884-1919 | 87,200 km2 (살라가 지역 포함) | 1,000,000 | 가나 토고                                 |
| 총                            |           | 879,510 km2                   | 5,645,000 |                                           |

## 같이 보기
- 영국령 서아프리카
- 프랑스령 서아프리카
- 독일 식민제국
- 독일령 동아프리카